# Окварцювання
Окварцювання (рос. окварцевание, англ. silicification, нім. Verquarzung f) — метасоматичне заміщення мінеральних комплексів кварцом та виповнення ним пустот внаслідок гідротермальних або екзогенних процесів.
Окварцювання суттєво проявляється при утворенні джаспероїдів та вторинних кварцитів, дуже характерне для грейзенізації та пропілітизації. Окварцювання проявляється при лиственітизації та скарноутворенні на їх заключних етапах. З гідротермальним окварцюванням пов'язане утворення різноманітних, але в основному сульфідних руд. Типовими прикладами екзогенного окварцювання служить утворення кварцитових і кременистих порід у корі вивітрювання, а також різноманітних мікрокварцитів з карбонатних порід, пісковиків і сланців.